# Хилис

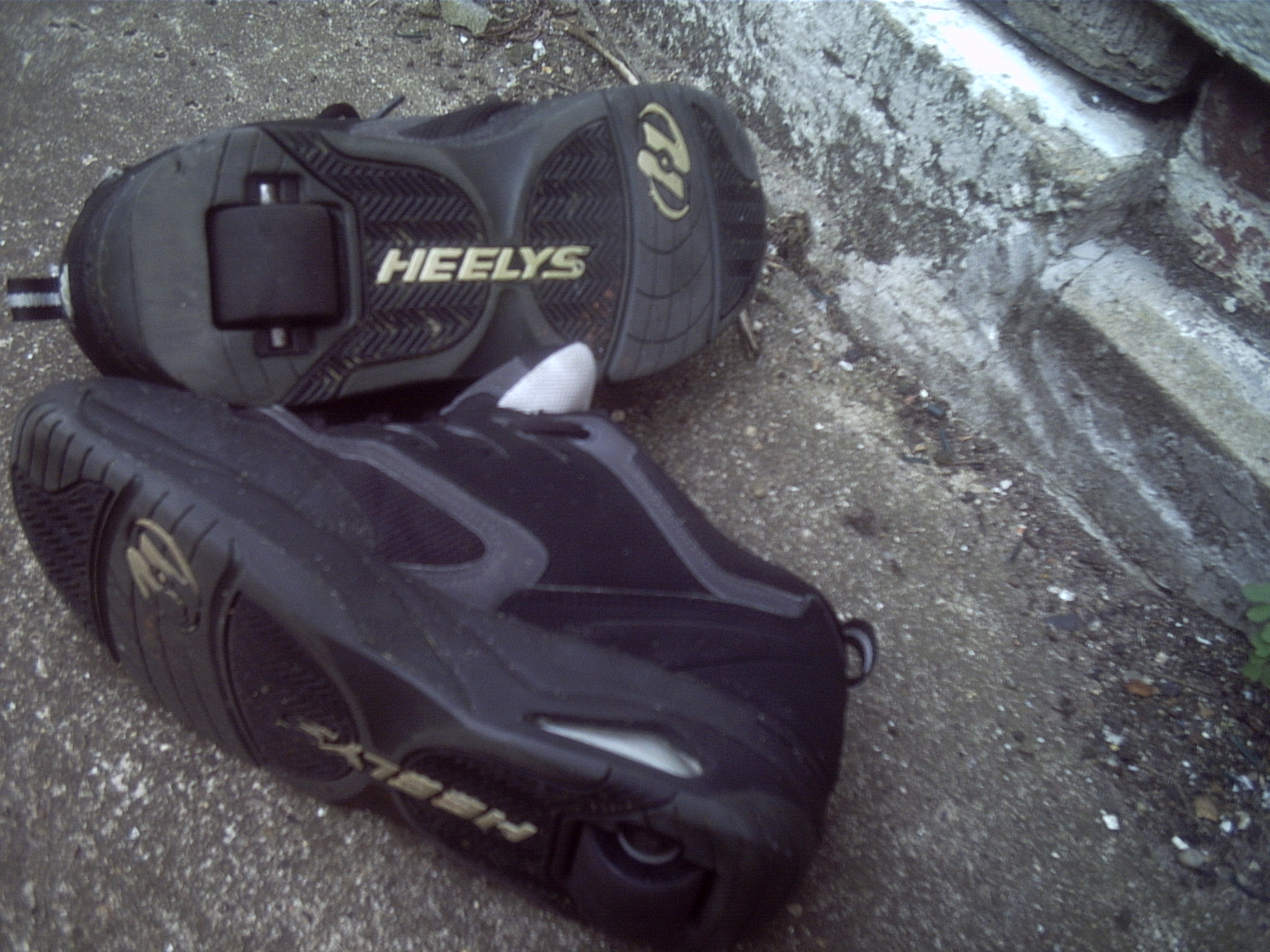
Пара ботинок Heelys

Хилисы или Хелесы (от англ. heelys — пяточки) — кроссовки со вставленными в них колёсами. Колёса вставляются в пятку и снимаются при помощи ключа. Сняв колёса и вставив заглушки, кроссовки можно использовать как самую обычную обувь.
Использование Heelys запрещено в некоторых городах, школах, торговых центрах из-за их опасности. Подростки получали различные травмы, в том числе переломы; кроссовки также могут нарушить походку.

## История
Роджер Адамс вырос в «роллерской» семье — его родители были владельцами скейтпарка. Он поступил в университет и стал учиться по специальности доктора психологических наук. Адамс несколько лет проработал врачом, но к концу 90-х он решил сменить род деятельности. Однажды он глядел из окна своего дома в Калифорнии на роллеров и скейтбордистов, и его посетила идея вставить ролик в подошву обычных кроссовок. В этот же день Роджер создал прототип, который был испытан соседскими мальчишками. На получение всех необходимых патентов для защиты изобретения было потрачено 2 года. Первая партия роликовых кроссовок появилась в магазинах в канун Рождества 2000 года и была продана за несколько часов.
Общий объём продаж превысил 10 млн пар в 2011 году.

## Устройство
В полости обувного изделия для катания на пятке размещается один или несколько колёсных узлов, который включает в себя:
- ось,
- колесо, установленное на оси,
- установочную конструкцию для поддержания оси.

## Критика
Хилисы часто упоминаются в качестве причины высокого травматизма среди детей и подростков. Подобной критике способствует политика компании, призывающая не пользоваться специальными защитными средствами при повседневном использовании. Исследование, проведённое в травматологическом центре дублинского Children’s University Hospital Temple Street показало, что за 10-недельный период исследования среди травматических случаев, сопровождавшихся переломами, доля травм, полученных при использовании Heelys и подобных им Street Gliders составила 8 % (67 случаев из 830).